# Lamna
Genre
Lamna est un genre de requins.

## Liste des espèces
- Lamna ditropis Hubbs and Follett, 1947 -- Requin-taupe saumon
- Lamna nasus (Bonnaterre, 1788) -- Requin taupe commun ou maraîche
- † Lamna (Odontaspis) dubia Agassiz, 1843

Étymologie : du grec lamna ou lamnaes = requin.